# NGC 4526
NGC 4526 es una galaxia lenticular barrada vista casi de canto en la constelación de Virgo,a 3º10' al suroeste de ρ Virginis. Se encuentra a unos 55 millones de años luz de distancia de la Tierra y forma parte del Cúmulo de Virgo, más en concreto al subgrupo Virgo B -al que se cree pertenece M49, la galaxia más brillante del cúmulo.-
En ella se han observado las supernovas SN 1969E y SN 1994D. Esta última, de tipo Ia, se observa claramente en la imagen de la derecha obtenida con el Telescopio Espacial Hubble, que también muestra el prominente disco de gas y polvo que rodea el centro de la galaxia y en el cual hay cierta actividad de formación estelar.